# 日立站
日立站（日语：／ Hitachi eki */?）位于日本茨城县日立市幸町，是东日本旅客铁道（JR東日本）和日本货物铁道（JR貨物）管辖的鐵路車站。

## 历史
- 1897年2月25日 - 作为日本铁道助川站投入运营[2]。
- 1903年11月1日 - 日本铁道国有化。
- 1909年10月12日 - 归属常磐线。
- 1939年10月20日 - 同年9月1日，日立市成立，站名改为日立站[2]。
- 1952年 - 站房改建。
- 1986年11月1日 - 停止办理行李托运业务。
- 1987年4月1日 - 国铁分割民营化后成为JR东日本车站。
- 2004年10月16日 - 开始支持使用Suica。
- 2011年4月7日 - 跨线式站房完工，开始使用[3]。

## 车站结构
岛式站台1台2线与侧式站台1台1线构成的地上车站，跨线式站房。直营站、管理站，管辖常磐线大瓮站 - 十王站区间各站。站内设有绿色窗口、Suica自动闸机和指定席自动售票机。站房由本地出生的建筑师妹岛和世设计，获得第12届布鲁内尔奖。

### 站台配置
| 站台 | 路线    | 方向 | 目的地                                          |
| ---- | ------- | ---- | ----------------------------------------------- |
| 1・2 | ■常磐線 | 下行 | 磐城方向                                        |
| 2・3 | ■常磐線 | 上行 | 水户、土浦、上野、東京、品川方向 （上野东京线） |

（來源：JR東日本:車站構內圖 （页面存档备份，存于））

## 使用情况
根據JR東日本，2018年度（平成30年度）1日平均上車人次為11,175人。
近年的推移如下表。
| 上車人次推移       | 上車人次推移     | 上車人次推移    |
| 年度               | 1日平均 上車人次 | 來源            |
| ------------------ | ---------------- | --------------- |
| 2000年（平成12年） | 13,723           | [ 利用客数 2 ]  |
| 2001年（平成13年） | 13,353           | [ 利用客数 3 ]  |
| 2002年（平成14年） | 12,882           | [ 利用客数 4 ]  |
| 2003年（平成15年） | 12,274           | [ 利用客数 5 ]  |
| 2004年（平成16年） | 12,030           | [ 利用客数 6 ]  |
| 2005年（平成17年） | 11,788           | [ 利用客数 7 ]  |
| 2006年（平成18年） | 11,894           | [ 利用客数 8 ]  |
| 2007年（平成19年） | 12,112           | [ 利用客数 9 ]  |
| 2008年（平成20年） | 12,240           | [ 利用客数 10 ] |
| 2009年（平成21年） | 12,030           | [ 利用客数 11 ] |
| 2010年（平成22年） | 11,626           | [ 利用客数 12 ] |
| 2011年（平成23年） | 11,182           | [ 利用客数 13 ] |
| 2012年（平成24年） | 11,693           | [ 利用客数 14 ] |
| 2013年（平成25年） | 11,651           | [ 利用客数 15 ] |
| 2014年（平成26年） | 11,309           | [ 利用客数 16 ] |
| 2015年（平成27年） | 11,423           | [ 利用客数 17 ] |
| 2016年（平成28年） | 11,461           | [ 利用客数 18 ] |
| 2017年（平成29年） | 11,317           | [ 利用客数 19 ] |
| 2018年（平成30年） | 11,175           | [ 利用客数 20 ] |

## 相鄰車站
東日本旅客鐵道（JR東日本）
■常磐线
特急列车“常陸”、“常盤”停车站。
常陸多賀－日立－小木津

### 使用情况
1. ↑  . 東日本旅客鉄道.   [2019-07-12]. （原始内容存档于2019-07-05）.
2. ↑  . 東日本旅客鉄道.   [2019-03-06]. （原始内容存档于2007-10-28）.
3. ↑  . 東日本旅客鉄道.   [2019-03-06]. （原始内容存档于2019-03-22）.
4. ↑  . 東日本旅客鉄道.   [2019-03-06]. （原始内容存档于2019-03-22）.
5. ↑  . 東日本旅客鉄道.   [2019-03-06]. （原始内容存档于2019-03-22）.
6. ↑  . 東日本旅客鉄道.   [2019-03-06]. （原始内容存档于2019-03-22）.
7. ↑  . 東日本旅客鉄道.   [2019-03-06]. （原始内容存档于2006-06-16）.
8. ↑  . 東日本旅客鉄道.   [2019-03-06]. （原始内容存档于2019-03-22）.
9. ↑  . 東日本旅客鉄道.   [2019-03-06]. （原始内容存档于2019-03-22）.
10. ↑  . 東日本旅客鉄道.   [2019-03-06]. （原始内容存档于2014-10-06）.
11. ↑  . 東日本旅客鉄道.   [2019-03-06]. （原始内容存档于2019-03-22）.
12. ↑  . 東日本旅客鉄道.   [2019-03-06]. （原始内容存档于2011-07-10）.
13. ↑  . 東日本旅客鉄道.   [2019-03-06]. （原始内容存档于2018-07-07）.
14. ↑  . 東日本旅客鉄道.   [2019-03-06]. （原始内容存档于2019-03-22）.
15. ↑  . 東日本旅客鉄道.   [2019-03-06]. （原始内容存档于2016-01-06）.
16. ↑  . 東日本旅客鉄道.   [2019-03-06]. （原始内容存档于2018-03-16）.
17. ↑  . 東日本旅客鉄道.   [2019-03-06]. （原始内容存档于2018-01-13）.
18. ↑  . 東日本旅客鉄道.   [2019-03-06]. （原始内容存档于2018-11-06）.
19. ↑  . 東日本旅客鉄道.   [2018-07-06]. （原始内容存档于2018-11-15）.

## 外部連結
- 車站資訊（日立）：東日本旅客鐵道